# میک بلیک
میک بلیک (انگلیسی: Mick Blick؛ زادهٔ ۲۰ سپتامبر ۱۹۴۸) بازیکن فوتبال است.
از باشگاه‌هایی که در آن بازی کرده‌است می‌توان به باشگاه فوتبال سوئیندون تاون اشاره کرد.